# Mouvement choréiforme
Un mouvement choréiforme est un mouvement dyskinésique qui ressemble à la chorée.  Plus précisément, il s'agit d'un mouvement brusque, bref, rapide, saccadé et désordonné, qui affecte un ou plusieurs segments du corps,.

## Description du mouvement
C'est un mouvement involontaire et incontrôlable, en plus d’être chaotique et imprévisible. Il interrompt le mouvement volontaire. En conséquence, il change sensiblement les modèles types de mouvements et est souvent associé à l’hypotonie ainsi qu’aux réflexes pendulaires. Il est habituellement localisé au visage, à la langue et au tronc.
En somme, il peut engendrer une atteinte significative du rendement moteur de l’individu dépendamment de son intensité, sa variation et ses caractéristiques.
Les mouvements choréiformes ne sont qu'un syndrome par rapport à la maladie neurologique chorée ; les mouvements choréiformes possèdent seulement des ressemblances avec ceux de la chorée, ils font penser à la chorée sans pouvoir l'affirmer.
Il existe toujours un débat à l’égard de la définition du mot choréiforme versus chorée [réf. nécessaire].